# 亨利一世 (法兰西)
亨利一世（Henri I；1008年5月4日—1060年8月4日），法兰西王国卡佩王朝的第三位國王，1031年至1060年在位。他是罗贝尔二世与王后阿爾勒的康斯坦絲之子，生于兰斯。
1027年5月14日父王羅貝爾二世还健在时即已加冕為國王。亨利幾乎沒有影響力和權力，直到四年後他父親去世後他成為唯一的統治者。他的母亲康斯坦絲卻希望自己的小儿子罗贝尔继承王位，导致发生内战，亨利一世不得不逃亡诺曼底。在那里，他得到了诺曼底公爵（宽宏的）罗贝尔一世的武力支持。亨利的余生都在与叛臣们作战。1032年，他為了安撫弟弟，將勃艮地公國作為封地，而他們的父親羅伯特二世最初於1016年已將勃艮第公國授予亨利一世。
1047年，亨利帮助诺曼底公爵威廉在瓦尔斯沙丘战役中战胜其反对者，但随后威廉因為佛蘭德伯爵博杜安五世的女兒瑪蒂爾達結婚而实力增强，引起亨利一世的担心。1054年和1058年，亨利一世曾兩度嘗試征服诺曼底，但是分別在莫爾特梅爾戰役和瓦拉維爾戰役被擊敗。
亨利一世與神聖羅馬帝國皇帝亨利三世進行了三次會面—全都在科特迪瓦。1043年初，他與亨利三世見面，討論皇帝與亨利一世封臣的女兒普瓦圖的阿格尼絲的婚姻事宜。1048年10月，兩位亨利再次會面並簽署了友好條約。最後一次會議於1056年5月舉行，涉及有關他與布盧瓦伯爵蒂博三世的爭端。關於公國的爭論變得如此激烈，以至於亨利一世指責皇帝違反契約並隨後離開。1058年，亨利一世無視教宗使節紅衣主教亨伯特對買賣聖職和暴政的指控，出售主教職位和修道院院長職位。1060年，亨利一世在巴黎郊外重建聖馬丁德香榭麗舍修道院。儘管皇室於1055年獲得桑斯伯國的一部分，但1032年勃艮第公國的喪失意味著亨利一世在位二十九年，法國的封建勢力達到頂峰。
亨利一世於1060年8月4日在法國維特里昂布里去世，葬於聖但尼大教堂。 他的兒子法國國王腓力一世繼位，亨利一世的王后基輔的安娜攝政。在亨利一世去世時，他正在圍攻蒂梅爾，蒂梅爾自1058年以來一直被諾曼人佔領。

## 家庭
1034年，亨利一世與菲士蘭的瑪蒂爾德結婚，兩人沒有子女。
1051年，亨利一世與基輔的安娜結婚，兩人共有三子一女：
1. 腓力一世（1052年—1108年）
2. 愛瑪（1054年—1109年？）
3. 羅貝爾（1060年逝世）
4. 于格一世（1057年—1101年），韋爾芒杜瓦伯爵

| 亨利一世 (法兰西) 卡佩王朝出生于：1008年5月4日逝世於：1060年8月4日 | 亨利一世 (法兰西) 卡佩王朝出生于：1008年5月4日逝世於：1060年8月4日      | 亨利一世 (法兰西) 卡佩王朝出生于：1008年5月4日逝世於：1060年8月4日 |
| 統治者頭銜                                                         | 統治者頭銜                                                              | 統治者頭銜                                                         |
| ------------------------------------------------------------------ | ----------------------------------------------------------------------- | ------------------------------------------------------------------ |
| 前任者： 羅貝爾二世                                                | 法蘭克人的國王 1031年-1060年 與腓力一世為副王同時在任 （1059年–1060年） | 繼任： 腓力一世                                                    |
| 前任者： 羅貝爾二世                                                | 勃艮第公爵 1016年–1032年                                                | 繼任者： 羅貝爾一世                                                |